# Moussonia septentrionalis
Moussonia septentrionalis là một loài thực vật có hoa trong họ Tai voi. Loài này được (D.L. Denham) Wiehler mô tả khoa học đầu tiên năm 1975.